# ANDRILL

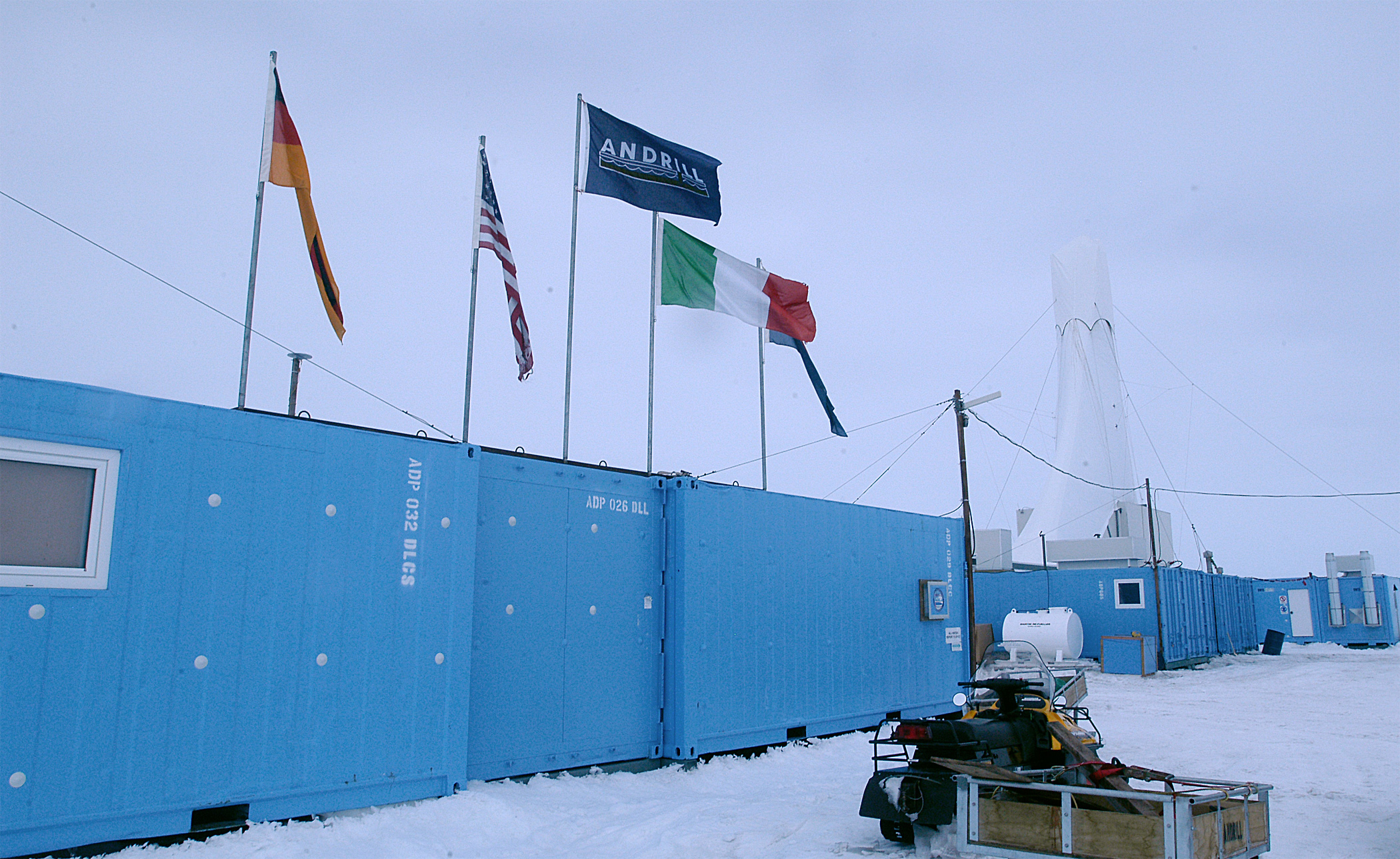
ANDRILL (ANtarctic geological DRILLing program). El campamento del programa tiene banderas de los raises participantes: Alemania, Nueva Zelanda, Italia y EEUU.

ANDRILL (ANtarctic DRILLing Project - en español: Proyecto de Perforación Antártico) es un proyecto científico de perforación en la Antártida para recolectar información sobre períodos previos de calentamiento y enfriamiento global. En el proyecto participan científicos de Alemania, Italia, Nueva Zelandia, y los Estados Unidos. En los años 2006 y 2007 en dos sitios, los miembros del proyecto ANDRILL realizaron perforaciones a través del hielo, el agua de mar, sedimentos y rocas hasta alcanzar profundidades de más de 1,200 m y obtuvieron un registro continuo de muestras que abarcan desde el presente hasta hace unos 20 millones de años. El proyecto tiene su sede en la base McMurdo en la Antártida
Al analizar las muestras de suelos obtenidas, los científicos de ANDRILL de diversas disciplinas están recolectando información detallada sobre antiguos periodos de calentamiento y enfriamiento global. Un objetivo importante del proyecto es mejorar de manera significativa la comprensión del impacto que la Antártida tiene en las corrientes de los océanos del mundo y la atmósfera mediante la reconstrucción del comportamiento del hielo marino de la Antártida, casquetes de hielo, glaciares y corrientes marinas a lo largo de decenas de millones de años. Los resultados iniciales muestran la presencia de cambios rápidos y climas dramáticamente diferentes en distintas épocas en el continente del extremo sur.
El proyecto cuyo costo es de 30 millones de dólares ha alcanzado su objetivo operacional de obtener una serie continua de muestras que abarcan los últimos 17 millones de años, logrando completar ciertos vacíos de información dejados por proyectos previos de perforación. Al utilizar el conocimiento adquirido a partir de proyectos anteriores de perforación de la Antártida, ANDRILL empleó técnicas novedosas para alcanzar profundidades récords en sus dos sitios de perforación. Entre las innovaciones utilizadas se cuentan un sistema de perforación con agua caliente que permitió una perforación más fácil en el hielo y una tubería de perforación flexible que permitió compensar oscilaciones causadas por las mareas y corrientes marinas fuertes.
El 16 de diciembre de 2006, ANDRILL quebró el récord anterior de profundidad de 999.1 m alcanzado en el año 2000 por el buque Joides Resolution del Programa de Perforación Oceánico. El récord alcanzado por ANDRILL es de 1285 m y las muestras representan un tiempo geológico hasta hace unos 13 millones de años. En el 2007, en la perforación en la zona sur del estrecho McMurdo, los científicos de ANDRILL obtuvieron otros 1138 m de muestras. Un objetivo de la campaña del año 2006 fue analizar un período de hace unos 3 a 5 millones de años durante el Plioceno, del cual los científicos sabían había sido más cálido. El experto en sedimentología identificó más de 60 ciclos en los cuales capas de hielo o glaciares avanzaron y se retiraron en la zona del estrecho de McMurdo.